# S.S. Maceratese
Società Sportiva Maceratese Srl  (trước đây là Associazione Calcio Maceratese Srl và Fulgor Maceratese Srl) là một câu lạc bộ bóng đá Ý có trụ sở tại Macerata ở vùng Marche.

## Lịch sử

### Từ UC Maceratese đến AC Maceratese
Câu lạc bộ được thành lập vào năm 1922 với tên UC Maceratese sau khi sáp nhập bốn đội chính trong thành phố: Helvia Recina, Macerata, Robur Macerata và Virtus Macerata.
Vào mùa hè năm 2001, nó đã đổi tên thành AC Maceratese.
Năm 2009 câu lạc bộ bị phá sản.

### Từ Fulgor Maceratese đến SS Maceratese
Nhờ Điều 52 của NOIF, vào mùa hè năm 2009, câu lạc bộ đã được đổi tên thành Fulgor Maceratese Srl thi đấu ở Eccellenza Marche.
Vào mùa hè 2010, nó đã đổi tên với tên gọi hiện tại. 

Trong mùa giải 2011-12, câu lạc bộ đã được thăng hạng Serie D sau khi giành được chiến thắng tại Eccellenza Marche.
Câu lạc bộ đã thăng hạng lên Lega Pro vào năm 2015. Tuy nhiên, trong suốt mùa 2015-16, Ủy ban di động Vigilanza sulle Società di Calcio (Co.Vi.So.C.) đã phát hiện ra rằng câu lạc bộ đã bị thiếu vốn là € 245,667 và các khoản quá hạn tài chính khác. Ban đầu không thể gia hạn giấy phép cho giải đấu chuyên nghiệp, câu lạc bộ đã giành được kháng cáo vào ngày 19 tháng 7 năm 2016.

## Màu sắc và huy hiệu
Màu sắc của đội là trắng và đỏ.